# Sayed Sadaat
Sayed Ahmad Shah Sadaat (Distrito de Darai Nur, 1971) es un ingeniero y político afgano, que se desempeñó como Ministro de Comunicaciones y Tecnología de la Información de ese país. 

## Biografía
Nació en 1971 en la aldea Qala-e-Shahi del Distrito de Darai Nur en la Provincia de Nangarjar, entonces en el Reino de Afganistán.
Completó su educación primaria en su distrito natal y completó sus estudios en la escuela secundaria afgana Sayed Jamaluddin. Emigró al Reino Unido en 1988 junto con su familia, huyendo de la Guerra afgano-soviética, y se graduó con una licenciatura en Ingeniería Eléctrica de la Universidad de Oxford. También completó en 1997 una primera Maestría en Ingeniería de Satélites y Radio en el King's College de Londres, y en 2015 una segunda Maestría en comunicaciones móviles e inalámbricas de Oxford.En el sector privado, trabajó para las empresas de telecomunicaciones Swisscom en Lausana, Telecom Italia en Milán y Motorola en Gran Bretaña.
En enero de 2017 fue designado Ministro de Comunicaciones de Afganistán en reemplazo de Abdul Razaq Vahidi, destituido por presunta corrupción. Renunció en agosto de 2017, por conflictos sobre el manejo del dinero con otros miembros del gobierno. A este cargo le siguió el de Viceministro, al cual renunció en 2018. 
A finales de 2020 se mudó a Alemania, para buscar un futuro mejor. Aunque buscó un puesto relacionado con su formación, la falta de conocimientos del idioma alemán lo forzaron a trabajar como clasificador de paquetes para Amazon en el aeropuerto de Leipzig/Halle y repartidor de pizzas en Leipzig.Su singular situación como repartidor, inusual para un antiguo político de alto rango, despertó interés cuando la capital afgana, Kabul, cayó ante los talibanes ese agosto de 2021. Gracias a la cobertura mediática posterior, fue invitado como participante en eventos de debate, incluso con políticos europeos de alto rango, y como orador.
A finales de 2021 consiguió un puesto en una fábrica de mascarillas protectoras en Großlehna y a finales de 2022 se trasladó a Múnich para trabajar en una fábrica de automóviles.
Sadaat también es ciudadano británico.